# Meridià 2 a l'est
El meridià 2 a l'est del meridià de Greenwich és una línia de longitud que s'estén des del pol Nord a través de l'oceà Àrtic, l'oceà Atlàntic, Europa, Àfrica, l'oceà Antàrtic, i l'Antàrtida fins al pol Sud.
El meridià 2 a l'est forma un cercle màxim amb el meridià 178 a l'oest.
Com tot els altres meridians, la seva longitud correspon a una semicircumferència terrestre, són 20.003,932 km. Al nivell de l'equador, la seva distància del meridià de Greenwich és de 223 km

## De Pol a Pol
A partir del pol Nord i direcció sud cap al pol Sud, el meridià 1 a l'est passa per:
| Coordenades                           | País, territori o mar | Notes                                                     |
| ------------------------------------- | --------------------- | --------------------------------------------------------- |
| 90° 0′ N, 2° 0′ E / 90.000°N,2.000°E  | Oceà Àrtic            |                                                           |
| 81° 32′ N, 2° 0′ E / 81.533°N,2.000°E | Oceà Atlàntic         |                                                           |
| 61° 0′ N, 2° 0′ E / 61.000°N,2.000°E  | Mar del Nord          | Passant just a l'est de Lowestoft, Anglaterra, Regne Unit |
| 51° 0′ N, 2° 0′ E / 51.000°N,2.000°E  | França                | Passant just a l'oest de París                            |
| 42° 27′ N, 2° 0′ E / 42.450°N,2.000°E | Espanya               | Exclavament de Llívia - durant 1 km                       |
| 42° 26′ N, 2° 0′ E / 42.433°N,2.000°E | França                | Durant uns 9 km                                           |
| 42° 22′ N, 2° 0′ E / 42.367°N,2.000°E | Espanya               | Passant just a l'oest de Barcelona                        |
| 41° 16′ N, 2° 0′ E / 41.267°N,2.000°E | Mar Mediterrània      |                                                           |
| 36° 34′ N, 2° 0′ E / 36.567°N,2.000°E | Algèria               |                                                           |
| 20° 15′ N, 2° 0′ E / 20.250°N,2.000°E | Mali                  |                                                           |
| 15° 19′ N, 2° 0′ E / 15.317°N,2.000°E | Níger                 | Passant just a l'oest de Niamey                           |
| 12° 44′ N, 2° 0′ E / 12.733°N,2.000°E | Burkina Faso          |                                                           |
| 11° 25′ N, 2° 0′ E / 11.417°N,2.000°E | Benín                 |                                                           |
| 6° 17′ N, 2° 0′ E / 6.283°N,2.000°E   | Oceà Atlàntic         |                                                           |
| 60° 0′ S, 2° 0′ E / 60.000°S,2.000°E  | Oceà Antàrtic         |                                                           |
| 69° 57′ S, 2° 0′ E / 69.950°S,2.000°E | Antàrtida             | Terra de la Reina Maud, reclamat per Noruega              |